# James V. Kern
James V. Kern (22 de septiembre de 1909 – 9 de noviembre de 1966) fue un cantante, compositor de canciones, guionista, actor y director cinematográfico y televisivo de nacionalidad estadounidense.

## Biografía
Nacido en la ciudad de Nueva York, se educó en la Escuela de Leyes de la Universidad de Fordham, gracias a lo cual Kern trabajó durante un tiempo abogado. 
Fue cantante del Trío de George Olsen, y actuó con la orquesta de Olsen en el musical Good News. Entre 1927 y 1939 cantó y escribió temas para el cuarteto Yacht Club Boys, con el cual aparecía en varias películas.
Más adelante trabajó como guionista y, posteriormente, como director. Para el cine dirigió principalmente películas de serie B pero, tras pasarse a la televisión, realizó cientos de episodios de diferentes series televisivas. Así, fue uno de los directores de la serie Yo amo a Lucy en los años 1950. Fue también director de la serie My Three Sons durante casi dos temporadas en la década de 1960. Tras su muerte súbita, varios episodios del show permanecieron inacabados, siendo completados en la temporada 1966/1967 por el director James Sheldon.
Kern formó parte de la American Society of Composers, Authors and Publishers desde el año 1955. Entre sus más populares composiciones figuran "Easy Street," "Lover, Lover," "Little Red Fox" y "Shut the Door".
James V. Kern falleció súbitamente a causa de un infarto agudo de miocardio en Encino, California. Tenía 57 años de edad.

## Filmografía

### Como director
- 1944 : The Doughgirls
- 1946 : Never Say Goodbye
- 1947 : Stallion Road
- 1948 : April Showers
- 1950 : The Colgate Comedy Hour (serie TV)
- 1950 : The Jack Benny Program (serie TV)
- 1950 : The Second Woman
- 1951 : Two Tickets to Broadway
- 1953 : Topper (serie TV)
- 1955 : The Millionaire (serie TV)
- 1956 : Lum and Abner Abroad
- 1956 : The Gale Storm Show (serie TV)
- 1956 : Yo amo a Lucy  (serie TV)
- 1957 : Date with the Angels (serie TV)
- 1957 : Maverick (serie TV)
- 1958 : The Ann Sothern Show (serie TV)
- 1958 : 77 Sunset Strip (serie TV)
- 1958 : The Donna Reed Show (serie TV)
- 1960 : Pete and Gladys (serie TV)
- 1960 : My Three Sons (serie TV)
- 1961 : The Joey Bishop Show (serie TV)
- 1965 : Mi marciano favorito (serie TV)

### Como guionista
- 1939 : That's Right You're Wrong
- 1940 : If I Had My Way
- 1940 : You'll Find Out
- 1941 : Look Who's Laughing
- 1941 : Playmates
- 1943 : Thank Your Lucky Stars
- 1944 : Shine On, Harvest Moon
- 1944 : The Doughgirls
- 1945 : The Horn Blows at Midnight
- 1946 : Never Say Goodbye

### Como actor
- 1935 : Thanks a Million
- 1936 : The Singing Kid
- 1936 : Stage Struck
- 1937 : Artistas y modelos
- 1937 : Thrill of a Lifetime
- 1938 : Artists and Models Abroad

### Como productor
- 1950 : The Jack Benny Program (serieTV)
- 1956 : Lum and Abner Abroad